# Gyrtona singaporensis
Gyrtona singaporensis là một loài bướm đêm trong họ Noctuidae.